# 영월 한반도 지형
영월 한반도 지형(寧越 韓半島 地形)은 강원특별자치도 영월군 한반도면 옹정리에 있는 지형이다. 2011년 6월 10일 대한민국의 명승 제75호로 지정되었다. 이 곳을 포함한 일대의 하천은 한반도습지(韓半島濕地)라는 이름으로 2015년 5월 13일 람사르 습지에 등록되었다.

## 개요
한반도를 닮아 ‘한반도 지형’이라 불리게 되었으며, 사계절마다 특색 있는 경관을 보여 주는 명승지이다.
영월 한반도 지형은 서강 지역을 대표하는 경관 중 하나로, 평창강 끝머리에 자리 잡고 있으며, 굽이쳐 흐르는 하천의 침식과 퇴적 등에 의하여 만들어진 지형이다.

## 참고 자료
- 영월 한반도 지형 - 국가유산청 국가유산포털